# Кефалиния
Кефалини́я, Кефало́ния (греч. Kεφαλληνία ή Κεφαλονιά) — остров в Греции.
Остров Кефалиния — наибольший из Ионических островов. Назван по имени мифологического героя Кефала, по другой версии название означает «остров с головой». Небесный покровитель и защитник острова — святой Герасим Кефалонийский.
Население — 35 801 человек по переписи 2011 года. Административный центр острова — Аргостолион.

## География
Расположен между островами Закинф и Лефкас. Площадь острова — 734,014 квадратных километров, протяженность береговой линии — 267 километров. Пролив Итаки отделяет Кефалинию от острова Итака. Высшая точка — гора Энос высотой 1627 метров. Крупнейший город и административный центр общины — город Аргостолион (также Аргостоли). Кефалиния находится в сейсмоопасной зоне.

## История
Остров был заселён ещё в эпоху палеолита. Первыми известными жителями были представители народа лелегов, населявших остров с XV века до нашей эры. Принадлежность лелегов к индоевропейскому или до-индоевропейскому населению Греции является предметом дискуссий. Гомеру остров был известен под именем Сама (Σάμη) или Самос (современный городок Сами на восточном побережье носит то же имя), но, скорее всего, в тот период он был малонаселён. Гомер упоминает в «Списке кораблей» в «Илиаде» «кефалленян». Уже в классический период остров был известен под сегодняшним именем, имел значительное население и четыре известных города.
В 218 году до н. э. Филипп V Македонский во время союзнической войны безуспешно пытался взять остров под свой контроль.

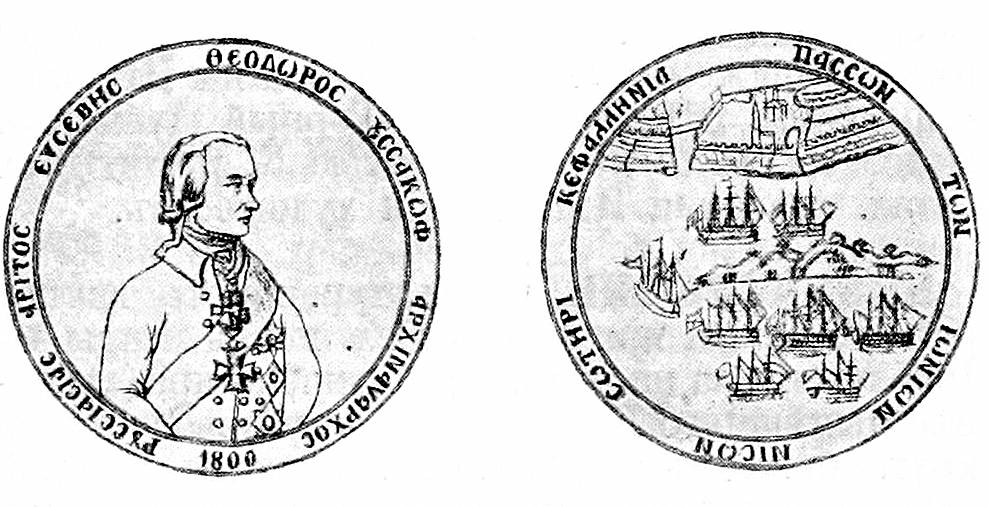
Медаль подаренная Ушакову в 1800 году жителями Кефалинии (рис. из «ВЭС»)

В октябре 1798 года, во время Войны второй коалиции, отряд адмирала Ф. Ф. Ушакова, в ходе его триумфального Средиземноморского похода, выбил французский гарнизон с Кефалинии, захватив при этом 56 артиллерийских орудий. За время управления Ушаковым Ионическими островами на Кефалинии вспыхнули внутренние беспорядки из-за борьбы враждовавших между собою партий. Адмирал написал кефалонийцам, что в случае продолжения беспорядков он отправит зачинщиков в такие места, «откуда и ворон костей ваших не занесет», чем быстро прекратил смуту.
При уходе в 1800 году русского флота с Ионических островов в Чёрное море кефалонийцы в знак признательности преподнесли Ушакову большую золотую медаль с изображениями адмирала (надпись на греческом гласит: «Доблестный благочестивый Федор Ушаков, главнокомандущий русским флотом»), крепости Корфу и островка Видо, между которыми стоят 2 французских корабля, а перед Видо — 6 русских кораблей (надпись: «Всех Ионических островов спасителю Кефалония»).
В 1953 году остров значительно пострадал от землетрясения. Были разрушены все города и большинство деревень, за исключением самого северного населённого пункта Фискардона (итал. Fiskardo).

## Экология
Национальный парк горы Энос представляет собой 25 % первоначальной территории леса эндемичной пихты кефалинийской (Abies cephalonica). Другим эндемическим растением горы является фиалка кефалонийская (Viola cephalonica).

## Транспорт
Аэропорт Кефалинии с ВПП длиной 2,4 км — единственный на острове. Он находится в 10 км от Аргостоли. Главное направление полётов — Афины, также аэропорт принимает многочисленные чартерные рейсы со всей Европы.
Порты восточного побережья соединены регулярным паромным сообщением с континентом: из порта Порос налажена паромная переправа в порт Килини (на западном побережье Пелопоннеса), из порта Сами — паром в Патры. Необходимо уточнять паромное сообщение из Патры в Сами у местных компаний (в 2017 году паромы по этому направлению не ходили).

## Административное деление
Административно с 2019 года (ΦΕΚ 43Α) делится на три общины (дима): Аргостолион, Ликсурион и Сами, которые входят в периферийную единицу Кефалиния.

### Периферийная единица Кефалиния
Периферийная единица Кефалиния (греч. Περιφερειακή Ενότητα Κεφαλληνίας) — одна из периферийных единиц Греции. Является региональным органом местного самоуправления и частью административного деления. По программе «Калликратис» с 2011 года входит в периферию Ионические острова. Включает часть бывшего нома Кефалиния — остров Кефалиния. Население 35 801 человек по переписи 2011 года. Площадь 786,575 квадратного километра. Плотность 45,52 человека на квадратный километр. Административный центр — Аргостолион. Антиперифериарх — Панайис Дракулонгонас (Παναγής Δρακουλόγκωνας).

## Население
| Год  | Население, человек |        |
| ---- | ------------------ | ------ |
| Год  | 1991               | 29 167 |
| 2001 | 34 544             |        |
| 2011 | ↗ 35 801           |        |

## Достопримечательности

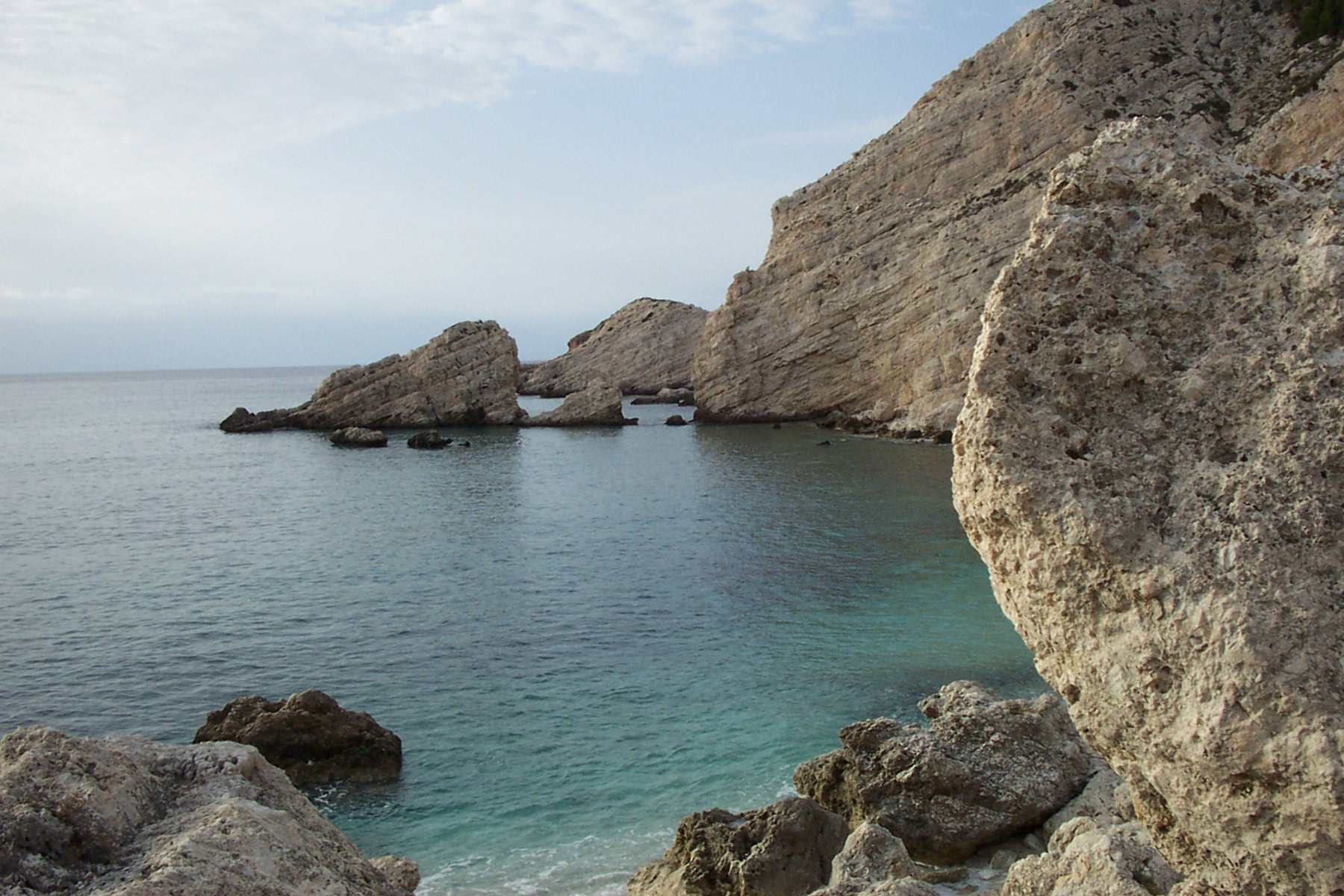
Берег Кефалонии

### Природные
- Пещерное озеро Мелиссани (близ г. Сами),
- Пещера Дрогарати (близ г. Сами),
- Пляж Миртос (близ деревни Асос, на западе острова),
- Многочисленные песчаные и галечные пляжи (Лурдас, Кателиос, Макрис-Ялис, Скала, Антисамос, Кси, Петани и др.), отмеченные голубым флагом.

### Культурно-исторические
- Археологический музей Аргостолиона[англ.][18] (крито-микенские древности),
- Венецианская застройка в центре городка Фискардо (на севере острова, не пострадавшем от землетрясения 1953 года),
- Венецианский замок святого Георгия (Кастро, близ Аргостолиона),
- Венецианский замок близ деревни Асос,
- Монастырь преподобного Герасима Кефалонийского (XVI век, близ Вальсаматы),
- Монастырь апостола Андрея (фрески XIII века) и Церковно-византийский муниципальный музей (собрание икон и церковной утвари из разрушенных в ходе землетрясения церквей и монастырей Кефалонии) (деревня Ператата, 10 км к востоку от Аргостоли),
- Римская вилла в Скале (II в., напольная мозаика),
- Монастырь Богородицы Сиссии (Sission Monastery, руины),
- Винодельня Манцавината (близ Ликсурион).

## Почётные граждане
- Епифан (гностик)
- Фука, Хуан де
- Братья Лихуды
- Мелиссино, Пётр Иванович
- Метаксас, Андреас
- Метаксас, Иоаннис
- Маринатос, Спиридон